# 福岡県道789号一部三川線
福岡県道789号一部三川線（ふくおかけんどう789ごう いちぶみかわせん）は、福岡県大牟田市を通る一般県道である。

## 概要
大牟田市一部町から大牟田市三川町1丁目に至る。
起点から国道208号までの区間は、大牟田市駛馬地区から国道へ抜ける最短ルートであるが、道幅が狭いので大型車は通行出来ない。また、国道208号から終点までは片側1車線が確保されている。

### 路線データ
- 起点：福岡県大牟田市一部町（福岡県道788号藤田上官線交点）
- 終点：福岡県大牟田市三川町1丁目（三池港入口交差点）

## 路線状況

### 道路施設

#### 橋梁
- 三川橋（諏訪川、大牟田市）

## 地理

### 通過する自治体
- 大牟田市

### 交差する道路
| 交差する道路                                                      | 交差する場所 | 交差する場所      |
| ----------------------------------------------------------------- | ------------ | ----------------- |
| 福岡県道788号藤田上官線                                           | 一部町       | 起点              |
| 国道208号                                                         | 八江町       | 八江町交差点      |
| 国道389号 国道501号 重複 福岡県道・熊本県道126号大牟田荒尾線 重複 | 三川町1丁目  | 三川町1丁目交差点 |

### 交差する鉄道
- 鹿児島本線

### 沿線
- 馬場貯水池
- 大牟田市立駛馬小学校
- 大牟田市立天領小学校
- 三井港倶楽部